# Grundschule Freiraum

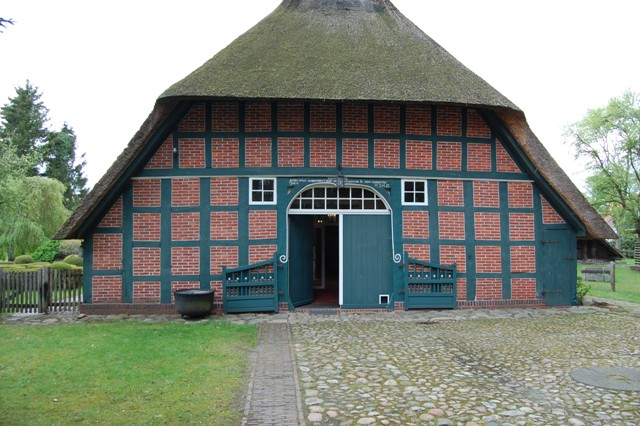
Ehemaliges Hauptgebäude

Die Grundschule Freiraum Oldenburg, nach eigener Schreibweise Grundschule FREIraum, ist eine von zwei Schulen in freier Trägerschaft in Oldenburg. Die Grundschule Freiraum ist seit 30 Jahren die erste Schulgründung in der Stadt Oldenburg, es ist die kleinste Schule in Oldenburg.
Sie ist eine staatlich anerkannte Ersatzschule (Privatschule) gemäß § 142ff Niedersächsisches Schulgesetz (NSchG) in der Rechtsform des gemeinnützigen Trägervereins FREIraum Oldenburg e.V.
Das Logo der Grundschule Freiraum symbolisiert frei fliegende Luftballons.

## Geschichte
Am 5. August 2010 startete die Grundschule Freiraum Oldenburg zum Schuljahr 2010/11 in einem Landschaftsschutzgebiet von Oldenburg-Bümmerstede und war dort auf einer historischen denkmalgeschützten Hofanlage aus dem Jahre 1801 untergebracht. Die Genehmigung als Ersatzschule erfolgte am 2. August 2010. Zum Schuljahr 2014/15 ist die Schule nach Oldenburg-Osternburg umgezogen und wurde in das Bildungshaus Freiraum integriert.

## Konzept
Die Basis der Pädagogik ist laut Konzept eine Kombination alternativer Pädagogiken in Anlehnung an Maria Montessori. Aufgrund der Gesetzeslage – Grundgesetz § 7 und niedersächsisches Schulgesetz – muss eine Grundschule ein besonderes pädagogisches Interesse im Konzept nachweisen. In der Grundschule FREIraum wird dieses laut Eigenangabe dadurch gewährleistet, dass altersübergreifend, selbst organisiert und selbstbestimmt gelernt wird, ohne sich zwingend an einem festen Stundenplan halten zu müssen. Dabei orientiert sich die Schule auch an den Prinzipien der Demokratischen Schulen. Die Grundschule FREIraum ist aufgrund ihres Konzeptes einzügig, es gibt eine einzige altersgemischte Lerngruppe der 1. bis 4. Klasse. Gelernt wird zum großen Teil in Freiarbeit, das selbstständige Lernen soll die ideale Vorbereitung auf wissenschaftliche oder wirtschaftliche Tätigkeit durch individuelle Begleitung der Lerncoachs bieten.

### Besonderheiten des Lehrplans
Es findet eine individuelle Begleitung der Schüler anstatt eines Frontalunterrichts statt. Viele curriculare Vorgaben werden in Freiarbeit und durch Projektarbeit fächerübergreifend gelernt. Sowohl in der Pädagogik als auch im Material werden die Erkenntnisse von Maria Montessori umgesetzt.
Die Schüler erlernen zusätzlich aktiv demokratische Strukturen (Schulversammlung).